# Ficus brunneoaurata
Ficus brunneoaurata es una especie de planta del género Ficus, perteneciente a la familia Moraceae.

## Taxonomía
Ficus brunneoaurata fue descrita por Edred John Henry Corner en 1960.

## Distribución
Se encuentra en el territorio de Borneo.